# جيجك (كاهشنغ)
جيجك (بالفارسية: جیجک) هي مستوطنة تقع في إيران في قسم كاهشنغ الريفي. يقدر عدد سكانها بـ 124 نسمة .